# Райли, Талула
Талу́ла Джейн Райли-Милберн (англ. Talulah Jane Riley-Milburn; род. 26 сентября 1985, Хартфордшир) — британская актриса.

## Ранние годы
Райли-Милберн родилась 26 сентября 1985 года в Хартфордшире, графстве на юго-востоке Англии. Мать — Уна Райли, руководитель компании по системе обеспечения безопасности; отец — Даг Милберн, глава отдела расследований преступлений. Талула окончила колледж для девочек Челтнем, школу Беркхамстед, частный пансион «Хэйбердаширс Эск», а также училась в Открытом университете.

## Карьера
В киноиндустрию Талулу привёл её отец. Дебют состоялся в 2003 году в виде небольшой роли в сериале «Пуаро Агаты Кристи». Талула снималась в фильмах «Гордость и предубеждение», «Одноклассницы», «Рок-волна», «Одноклассницы 2: Легенда о золоте Фриттона», «Начало» и других.
За роль в фильме «Начало» получила три номинации на премии «Washington DC Area Film Critics Association Awards», «Phoenix Film Critics Society Awards» и «Central Ohio Film Critics Association» в категории «Лучший актёрский ансамбль». В 2015 году была номинирована на премию Эдинбургского международного кинофестиваля «Audience Award» за роль в фильме «Шотландские мидии». В 2017 году была номинирована на премию «Гильдии киноактёров США» в категории «Лучший актёрский состав в драматическом сериале» за роль в сериале «Мир Дикого запада».

## Личная жизнь
В 2010—2012 годах и вновь в 2013—2016 годах Талула была замужем за предпринимателем Илоном Маском.
С июля 2022 года стало известно, что Райли встречается с актёром Томасом Броди-Сангстером после знакомства во время совместной работы над сериалом «Пистол». В июле 2023 года пара обручилась. В июне 2024 года  Талула и Томас сыграли свадьбу.

## Фильмография
| Год       |     | Русское название                        | Оригинальное название                        | Роль                |
| --------- | --- | --------------------------------------- | -------------------------------------------- | ------------------- |
| 2003      | с   | Пуаро Агаты Кристи                      | Poirot                                       | юная Анджела        |
| 2005      | ф   | Гордость и предубеждение                | Pride & Prejudice                            | Мэри Беннет         |
| 2006      | с   | Мисс Марпл Агаты Кристи                 | Agatha Christie's Marple                     | Меган Хантер        |
| 2007      | кор | Друзья навсегда                         | Friends Forever                              | Грейс               |
| 2007      | ф   | Одноклассницы                           | St. Trinian's                                | Аннабелль Фриттон   |
| 2007      | с   | Почти знамениты                         | Nearly Famous                                | Лила Рид            |
| 2008      | тф  | Фу экшн                                 | Phoo Action                                  | леди Элеонор Ригсби |
| 2008      | с   | Доктор Кто                              | Doctor Who                                   | мисс Эванджелиста   |
| 2009      | ф   | Рок-волна                               | The Boat That Rocked                         | Марианна            |
| 2009      | кор | Летний домик                            | The Summer House                             | Джейн               |
| 2009      | ф   | Одноклассницы и тайна пиратского золота | St Trinian's 2: The Legend of Fritton's Gold | Аннабелль Фриттон   |
| 2010      | ф   | Начало                                  | Inception                                    | блондинка Имса      |
| 2010      | в   | Любовь и предательство                  | Love & Distrust                              | Джейн               |
| 2011      | ф   | Дилемма                                 | The Dilemma                                  | модель              |
| 2012      | ф   | Белая лягушка                           | White Frog                                   | мисс Ли             |
| 2012      | ф   | Переполох на свадьбе                    | The Knot                                     | Александра          |
| 2012      | ф   | Должник                                 | The Liability                                | девушка             |
| 2013      | ф   | За кадром...                            | In a World...                                | Пиппа               |
| 2013      | ф   | Тор 2: Царство тьмы                     | Thor: The Dark World                         | медсестра в Асгарде |
| 2015      | ф   | Шотландские мидии                       | Scottish Mussel                              | Бет                 |
| 2015      | ф   | Плохое образование                      | The Bad Education Movie                      | Фиби                |
| 2016      | ф   | На глубине                              | Submerged                                    | Джесси              |
| 2016—2018 | с   | Мир Дикого запада                       | Westworld                                    | Анджела             |
| 2018      | ф   | Последний свидетель                     | The Last Witness                             | Джанетт Митчелл     |
| 2020      | ф   | Бладшот                                 | Bloodshot                                    | Джина Декарло       |
| 2022      | с   | Пистол                                  | Pistol                                       | Вивьен Вествуд      |

## Награды и номинации
| Год  | Награда                                           | Категория                                       | Работа            | Результат |
| ---- | ------------------------------------------------- | ----------------------------------------------- | ----------------- | --------- |
| 2010 | Phoenix Film Critics Society Award                | Лучший актёрский ансамбль                       | Начало            | Номинация |
| 2010 | Washington DC Area Film Critics Association Award | Лучший актёрский ансамбль                       | Начало            | Номинация |
| 2011 | Central Ohio Film Critics Association Award       | Лучший актёрский ансамбль                       | Начало            | Номинация |
| 2015 | Эдинбургский кинофестиваль                        | Audience Award                                  | Шотландские мидии | Номинация |
| 2017 | Премия Гильдии киноактёров США                    | Лучший актёрский состав в драматическом сериале | Мир Дикого запада | Номинация |